# Mastercam
Treść tego artykułu może nie być zgodna z zasadami neutralnego punktu widzenia.
 Po wyeliminowaniu niedoskonałości należy usunąć szablon [[Szablon:Dopracować|]] z tego artykułu.
Mastercam – program opracowywany od 1984 roku przez firmę CNC Software inc. w USA. Jego zadaniem jest szybkie przygotowanie modelu oraz automatyczne opracowanie kodu sterującego obrabiarką CNC. Jego rozwój uwzględnia kolejne wymagania i uwagi użytkowników, przez co znajduje coraz szersze kręgi zwolenników. Według pisma CIM Data MASTERCAM jest na pierwszym miejscu wśród zintegrowanych systemów CAD/CAM na PC pod względem liczby stanowisk na świecie.

## Możliwości
Mastercam jest to program CAD/CAM o budowie modułowej, skalowany do potrzeb i możliwości finansowych nabywcy. Tworzy geometrię, przygotowuje detale i gotowe rysunki, wizualizuje graficzną drogę narzędzia i generuje program NC. Mastercam wspomaga prace konstrukcyjne, 2 do 5 osiowe frezowanie, toczenie do 3 osi, 2 i 4 osiowe elektroerozyjne wycinanie drutowe. Każdy program technologiczny CAM zawiera środowisko CAD do importu, modyfikacji oraz samodzielnego projektowanie modeli 3D.
Mastercam jest programem dla technologów i konstruktorów. Bardzo istotnym elementem jest łatwość i szybkość opanowania zasad jego obsługi. Już jeden dzień szkolenia potrafi wprowadzić przeciętnego użytkownika w podstawy pracy z systemem i spowodować jego samodzielną pracę z modelami i programowanie obróbki CNC.
Kilka kliknięć myszą wystarczy, aby dla dowolnego modelu geometrycznego (stworzonego w Mastercamie lub zaimportowanego z innego systemu) stworzyć program obróbkowy na obrabiarkę NC zgodnie z wymaganą strategią obróbki. Tutaj system daje fascynujące możliwości dla wygody użytkownika posługując się stałym schematem postępowania. W praktyce oznacza to, że samodzielnie przygotowując pierwszy schemat obróbki podczas szkolenia, następne użytkownik będzie potrafił opracowywać samodzielnie.
Aktualną wersją jest Mastercam 2018. Program umożliwia możliwość liczenia ścieżki CNC na wielu rdzeniach procesora.